# Malakopak
Malakopak is een bestuurslaag in het regentschap Kepulauan Mentawai van de provincie West-Sumatra, Indonesië. Malakopak telt 2264 inwoners (volkstelling 2010).